# Sociedade de Estudos Bascos
A Sociedade de Estudos Bascos (em basco Eusko Ikaskuntza) é uma instituição científico-cultural criada em 1918 pelas Deputações Forais de Álava, Biscaia, Guipúscoa e Navarra com a intenção de «ser um recurso estável e duradouro para desenvolver a cultura basca». Os membros desta entidade estão reunidos em distintas Secções Científicas. Esta é a única instituição com diferentes áreas científicas que tem implantação oficial no País Basco, Navarra e País Basco francês, outorgando, entre outros, o Prémio Manuel Lekuona.
É sediada em São Sebastião, com escritórios e delegações em Baiona, Pamplona, Vitória e Bilbau.

## Presidências
- José Miguel Barandiarán (1978-1991)
- Gregorio Monreal (1992-1996)
- Juan José Goiriena de Gandarias (1996-2002)
- Javier Retegi (Dezembro de 2002-Dezembro de 2008)
- José María Muñoa (desde 26 de Dezembro de 2008)

## Secções Científicas
- Comunicação
- Ciências Sociais e Economia
- Direito
- Ensino
- Antropologia-Etnografia
- Folclore
- Física, Química e Matemática
- Ciências da Medicina
- Ciências Naturais
- Artes Plásticas e Monumentais.
- Música.
- Cinematografia.
- Língua e Literatura.
- Pré-história-Arqueologia.
- História-Geografia.